# معركة أفيق
معركة أفيق هي معركة كتابية موصوفة في سفر صموئيل الأول 4: 1-10 من الكتاب المقدس العبري. خلال هذه المعركة هزم الفلستيون جيش بني إسرائيل واستولوا على تابوت العهد.

## حسب الكتاب المقدس
يسجل سفر صموئيل أن الفلستيين كانوا معسكرين في أفيق وبني إسرائيل في أبين عازر. وخلال المعركة الأولى هزم الفلستيون بني إسرائيل، وقتلوا 4000 من بني إسرائيل. فقام بنو إسرائيل بإحضار تابوت العهد من شيلوه، معتقدين أن الرب سينصرهم لوجود التابوت معهم، لكن الفلستيين هزموا بنو إسرائيل مرة أخرى، وقتلوا هذه المرة 30،000 واستولوا على تابوت العهد.
يسجل صموئيل أن نجلي الكاهن الأعظم عالي: حفني وفينحاس قتلا في المعركة، وهما اللذان كانا يحرسان التابوت، وكذلك مات الكاهن الأعظم عالي بعد سماعه الخبر، وسقط من مقعده إلى الوراء، وكُسر عنقه، فمات على الفور لأنه كان عجوز وثقيل. بعد أن حكم بني إسرائيل أربعين سنة.